# Syncordulia legator
Espèce
Statut de conservation UICN

 VU B2ab(iii) : Vulnérable
Syncordulia legator est une espèce d'insectes odonates (libellules) endémique d'Afrique du Sud.

## Description
L'holotype de Syncordulia legator, un mâle, mesure 49,4 mm de longueur totale.

## Publication originale
- (en) Klaas-Douwe B. Dijkstra, Michael J. Samways et John P. Simaika, « Two new relict Syncordulia species found during museum and field studies of threatened dragonflies in the Cape Floristic Region (Odonata: Corduliidae) », Zootaxa, Magnolia Press (d), vol. 1467, no 1,‎ 7 mai 2007, p. 19–34 (ISSN 1175-5334 et 1175-5326, OCLC 49030618, DOI 10.11646/ZOOTAXA.1467.1.2, lire en ligne).